# Mistrzostwa Świata Juniorów w Narciarstwie Klasycznym 2011
Mistrzostwa Świata Juniorów w Narciarstwie Klasycznym 2011 – zawody sportowe, które odbyły się w dniach 26-31 stycznia 2011 w estońskim Otepää.  Podczas mistrzostw zawodnicy rywalizowali w 21 konkurencjach, w trzech dyscyplinach klasycznych: skokach narciarskich, kombinacji norweskiej i biegach narciarskich. W klasyfikacji medalowej triumfowała reprezentacja Norwegii, której zawodnicy zdobyli także najwięcej medal: 6 złotych, 7 srebrnych i 5 brązowych.

## Program
26 stycznia
- Biegi narciarskie – 5 kilometrów (K), 10 kilometrów (M)

27 stycznia
- Skoki narciarskie – skocznia normalna indywidualnie (K)
- Kombinacja norweska – skocznia normalna, 10 kilometrów indywidualnie (M)
- Biegi narciarskie (U 23) – 10 kilometrów (K), 15 kilometrów (M)

28 stycznia
- Skoki narciarskie – skocznia normalna indywidualnie (M)
- Biegi narciarskie – sprint (M/K)

29 stycznia
- Skoki narciarskie – skocznia normalna drużynowo (K)
- Kombinacja norweska – skocznia normalna, 5 kilometrów drużynowo (M)
- Biegi narciarskie (U 23) – sprint (M/K)

30 stycznia
- Skoki narciarskie – skocznia normalna drużynowo (M)
- Biegi narciarskie – 10 kilometrów łączony (K), 20 kilometrów łączony (M)
- Kombinacja norweska – skocznia normalna, 5 kilometrów indywidualnie (M)

31 stycznia
- Biegi narciarskie – sztafeta 4x3,3 kilometrów (K), 4x5 kilometrów (M)
- Biegi narciarskie (U 23) – 15 kilometrów łączony (K), 30 kilometrów łączony (M)

## Medaliści

### Biegi narciarskie – juniorzy
Mężczyźni
| Konkurencja                    | Data             | Złoto                                                                                      | Srebro                                                                         | Brąz                                                                         |
| ------------------------------ | ---------------- | ------------------------------------------------------------------------------------------ | ------------------------------------------------------------------------------ | ---------------------------------------------------------------------------- |
| Sprint techniką klasyczną      | 28 stycznia 2011 | Siergiej Ustiugow                                                                          | Sondre Turvoll Fossli                                                          | Gleb Rietiwych                                                               |
| Bieg łączony na 20 km          | 30 stycznia 2011 | Markus Weeger                                                                              | Konstantin Kulejew                                                             | Perttu Hyvärinen                                                             |
| Bieg na 10 km techniką dowolną | 26 stycznia 2011 | Sindre Bjørnestad Skar                                                                     | Markus Weeger                                                                  | Perttu Hyvärinen                                                             |
| Bieg sztafetowy 4x5 km         | 31 stycznia 2011 | Norwegia Emil Iversen · Erik Bergfall Brovold · Mathias Rundgreen · Sindre Bjørnestad Skar | Rosja Gleb Rietiwych · Siergiej Ustiugow · Konstantin Kulejew · Dienis Katajew | Finlandia Sami Lähdemäki · Iivo Niskanen · Antti Ojansivu · Perttu Hyvärinen |

Kobiety
| Konkurencja                   | Data             | Złoto                                                                    | Srebro                                                                               | Brąz                                                             |
| ----------------------------- | ---------------- | ------------------------------------------------------------------------ | ------------------------------------------------------------------------------------ | ---------------------------------------------------------------- |
| Sprint techniką klasyczną     | 28 stycznia 2011 | Lucia Joas                                                               | Kari Øyre Slind                                                                      | Ragnhild Haga                                                    |
| Bieg łączony na 10 km         | 30 stycznia 2011 | Heidi Weng                                                               | Martine Ek Hagen                                                                     | Helene Jacob                                                     |
| Bieg na 5 km techniką dowolną | 26 stycznia 2011 | Ragnhild Haga                                                            | Kari Øyre Slind                                                                      | Heidi Weng                                                       |
| Bieg sztafetowy 4x3,3 km      | 31 stycznia 2011 | Norwegia Ragnhild Haga · Martine Ek Hagen · Heidi Weng · Kari Øyre Slind | Rosja Jelena Sierochwostowa · Anna Sczerbinina · Anna Nieczajewska · Jelena Sobolewa | Niemcy Lucia Joas · Theresa Eichhorn · Helene Jacob · Hanna Kolb |

### Biegi narciarskie – U 23
Mężczyźni
| Konkurencja                    | Data             | Złoto               | Srebro            | Brąz              |
| ------------------------------ | ---------------- | ------------------- | ----------------- | ----------------- |
| Bieg na 15 km techniką dowolną | 27 stycznia 2011 | Jewgienij Biełow    | Pawieł Wikulin    | Raul Szakirzianow |
| Bieg łączony na 30 km          | 31 stycznia 2011 | Alex Harvey         | Jewgienij Biełow  | Raul Szakirzianow |
| Sprint techniką klasyczną      | 29 stycznia 2011 | Aleksandr Panżynski | Timo André Bakken | Magnus Moholt     |

Kobiety
| Konkurencja                    | Data             | Złoto                    | Srebro             | Brąz            |
| ------------------------------ | ---------------- | ------------------------ | ------------------ | --------------- |
| Bieg na 10 km techniką dowolną | 27 stycznia 2011 | Krista Lähteenmäki       | Marija Guszczina   | Hilde Lauvhaug  |
| Bieg łączony na 15 km          | 31 stycznia 2011 | Ingvild Flugstad Østberg | Britt Ingunn Nydal | Kerttu Niskanen |
| Sprint techniką klasyczną      | 29 stycznia 2011 | Kerttu Niskanen          | Britt Ingunn Nydal | Jennie Öberg    |

### Skoki narciarskie
Mężczyźni
| Konkurencja                       | Data             | Złoto                                                                      | Srebro                                                                | Brąz                                                                               |
| --------------------------------- | ---------------- | -------------------------------------------------------------------------- | --------------------------------------------------------------------- | ---------------------------------------------------------------------------------- |
| Skocznia normalna – indywidualnie | 28 stycznia 2011 | Władimir Zografski                                                         | Stefan Kraft                                                          | Kaarel Nurmsalu                                                                    |
| Skocznia normalna – drużynowo     | 30 stycznia 2011 | Austria Michael Hayböck · Stefan Kraft · Markus Schiffner · Thomas Lackner | Niemcy Richard Freitag · Daniel Wenig · Marinus Kraus · Stephan Leyhe | Norwegia Espen Røe · Mats Søhagen Berggaard · Anders Fannemel · Sigmund Hagehaugen |

Kobiety
| Konkurencja                       | Data             | Złoto           | Srebro          | Brąz            |
| --------------------------------- | ---------------- | --------------- | --------------- | --------------- |
| Skocznia normalna – indywidualnie | 27 stycznia 2011 | Coline Mattel   | Špela Rogelj    | Yūki Itō        |
| Skocznia normalna – drużynowo     | 29 stycznia 2011 | Zawody odwołane | Zawody odwołane | Zawody odwołane |

### Kombinacja norweska
Mężczyźni
| Konkurencja                                      | Data             | Złoto           | Srebro          | Brąz            |
| ------------------------------------------------ | ---------------- | --------------- | --------------- | --------------- |
| Skocznia normalna, bieg na 5 km – indywidualnie  | 29 stycznia 2011 | Marjan Jelenko  | Johannes Rydzek | Kaarel Nurmsalu |
| Skocznia normalna, bieg na 10 km – indywidualnie | 27 stycznia 2011 | Johannes Rydzek | Marjan Jelenko  | Kaarel Nurmsalu |
| Skocznia normalna, bieg na 4x5 km – drużynowo    | 30 stycznia 2011 | Zawody odwołane | Zawody odwołane | Zawody odwołane |

## Tabela medalowa
| Klasyfikacja medalowa | Klasyfikacja medalowa | Klasyfikacja medalowa | Klasyfikacja medalowa | Klasyfikacja medalowa | Klasyfikacja medalowa |
| Lp.                   | Państwo               | złoto                 | srebro                | brąz                  | złoto · srebro · brąz |
| --------------------- | --------------------- | --------------------- | --------------------- | --------------------- | --------------------- |
| 1.                    | Norwegia              | 6                     | 7                     | 5                     | 18                    |
| 2.                    | Rosja                 | 3                     | 6                     | 3                     | 12                    |
| 3.                    | Niemcy                | 3                     | 3                     | 2                     | 8                     |
| 4.                    | Finlandia             | 2                     | 0                     | 4                     | 6                     |
| 5.                    | Słowenia              | 1                     | 2                     | 0                     | 3                     |
| 6.                    | Austria               | 1                     | 1                     | 0                     | 2                     |
| 7.                    | Bułgaria              | 1                     | 0                     | 0                     | 1                     |
|                       | Francja               | 1                     | 0                     | 0                     | 1                     |
|                       | Kanada                | 1                     | 0                     | 0                     | 1                     |
| 10.                   | Estonia               | 0                     | 0                     | 3                     | 3                     |
| 11.                   | Japonia               | 0                     | 0                     | 1                     | 1                     |
|                       | Szwecja               | 0                     | 0                     | 1                     | 1                     |